# Giuseppe Manari
Giuseppe Manari (Giulianova, 19 marzo 1966) è un allenatore di calcio ed ex calciatore italiano, di ruolo centrocampista.

## Carriera

### Giocatore
Esordisce tra i professionisti nella stagione 1983-1984 con la maglia del Giulianova, con cui disputa una partita nel campionato di Serie C2; nella stagione 1984-1985 viene impiegato con maggiore frequenza, totalizzando 21 presenze e 2 reti, mentre nella stagione 1985-1986 e nella stagione 1986-1987 gioca stabilmente da titolare (32 presenze e 6 reti e 32 presenze e 8 reti rispettivamente). Nell'estate del 1987 viene ceduto al Messina, club di Serie B, con cui nella stagione 1987-1988 totalizza 21 presenze nel campionato cadetto; a causa di un grave infortunio trascorre poi l'intera stagione 1988-1989 senza disputare partite ufficiali, mentre nella stagione 1989-1990 torna in campo totalizzando altre 18 partite di Serie B.
Nell'estate del 1990 viene ceduto alla Sambenedettese, club di Serie C2, con cui nella stagione 1990-1991 conquista una promozione in Serie C1, categoria nella quale nella stagione 1991-1992 (nel corso della quale vince anche la Coppa Italia Serie C) totalizza 26 presenze. Rimane alla Sambenedettese anche nella stagione 1992-1993 (22 presenze e 2 reti) e nella stagione 1993-1994 (31 presenze e 2 reti), al termine della quale, complice il fallimento del club marchigiano, si accasa alla Reggina, formazione di Serie C1, con cui nella stagione 1994-1995 vince il girone B del campionato di terza serie, nel quale totalizza 22 presenze e 3 reti. Nella stagione 1995-1996 dopo aver giocato una partita in Serie B con i calabresi viene ceduto a stagione in corso al Taranto, dove conclude l'annata con 4 presenze e 2 reti nel campionato di Serie C2. Nell'estate del 1996 torna al Giulianova, dove trascorre le stagioni 1996-1997 e 1997-1998 giocando da titolare in Serie C1 (54 presenze e 9 reti in campionato nell'arco del biennio, grazie alle quali diventa il nono miglior marcatore della storia del club ed il quattordicesimo per numero di presenze in partite ufficiali); fa quindi ritorno alla Sambenedettese, con cui nella stagione 1998-1999 realizza 4 reti in 22 presenze nel Campionato Nazionale Dilettanti. Passa quindi alla Fermana, club neopromosso in Serie B per la prima volta nella propria storia, con cui nella stagione 1999-2000 disputa 2 partite nel campionato cadetto (arrivando complessivamente a quota 42 presenze in carriera in tale categoria); a stagione in corso viene ceduto al Teramo, club di Serie C2, con cui dopo aver terminato la stagione mettendo a segno 2 reti in 9 presenze in campionato chiude la carriera da giocatore.

### Allenatore
Dal 2016 fa parte dello staff tecnico del Lugano, club che milita nel massimo campionato elvetico, dove svolge la doppia funzione di Talent Manager e Capo degli Osservatori. Prima di arrivare al Lugano ha allenato nelle serie inferiori italiane ed esattamente alla Pro Patria, alla Pro Sesto ed al Como ed è passato anche da Reggio Emilia, dove ha svolto il ruolo di tecnico nel settore giovanile della Reggiana. Dal 2021 è direttore sportivo del Novara, dal 2023 è osservatore e dirigente nello staff tecnico delle giovanili dell'Atalanta

## Palmarès

### Giocatore

#### Competizioni nazionali
- Coppa Italia Serie C: 1

Sambenedettese: 1991-1992

#### Competizioni interregionali
- Serie C1: 1

Reggina: 1994-1995 (girone B)